# Königsberg (Pfälzerwald)
Der Königsberg ist ein 427,3 m ü. NHN hoher Berg im Haardt, einem Teil des Pfälzerwaldes. Der Berg liegt auf der Gemarkung der kreisfreien Stadt Neustadt an der Weinstraße in Rheinland-Pfalz. Der etwa zwei Kilometer lange Rückenberg besitzt neben dem 427,3 m hohen Westgipfel noch einen mit 421 m ü. NHN etwas niedrigeren Ostgipfel. Der Berg ist vollständig bewaldet. Am Berg finden sich zahlreiche Reste keltischer und frühmittelalterlicher Besiedlung. Die vorgeschichtlichen Steinwälle am Ostgipfel, ein hallstattzeitliches Gräberfeld sowie eine ehemalige, als Eremitage genannte ehemalige Wohnhöhle werden als Kulturdenkmale von Neustadt geführt. Eine weitere Besonderheit des Berges sind Felsformationen, Felsspalten und Höhlen, die zum Teil als Naturdenkmale ND-7316-174, ND-7316-175 und ND-7316-176 eingestuft sind.

## Geographie und Geologie

### Lage
Der Berg ist Teil eines Höhenzugs, der sich im Westen von der Platte (560,6 m ü. NHN) über den Hohberg (512,1 m ü. NHN) und den Giebelstein (401,5 m ü. NHN) zum Königsberg im Osten hinzieht und mit dessen Ostgipfel steil in das Tal des Speyerbachs abfällt. Im Norden wird der Berg durch das Heidenbrunnertal, im Süden durch das Kaltenbrunner Tal begrenzt. Im Westen befindet sich der Bergsattel Kleine Ebene (362 m ü. NHN).

### Naturräumliche Zuordnung
Der Königsberg gehört zum Naturraum Pfälzerwald, der in der Systematik des von Emil Meynen und Josef Schmithüsen herausgegebenen Handbuches der naturräumlichen Gliederung Deutschlands und seinen Nachfolgepublikationen als Großregion 3. Ordnung klassifiziert wird. Betrachtet man die Binnengliederung des Naturraums, so gehört sie zur Haardt.
Zusammenfassend folgt die naturräumliche Zuordnung der Platte damit folgender Systematik:
1. Großregion 1. Ordnung: Schichtstufenland beiderseits des Oberrheingrabens
2. Großregion 2. Ordnung: Pfälzisch-Saarländisches Schichtstufenland
3. Großregion 3. Ordnung: Pfälzerwald
4. Region 4. Ordnung (Haupteinheit): Haardt

### Höhlen, Hohlräume und Felsspalten

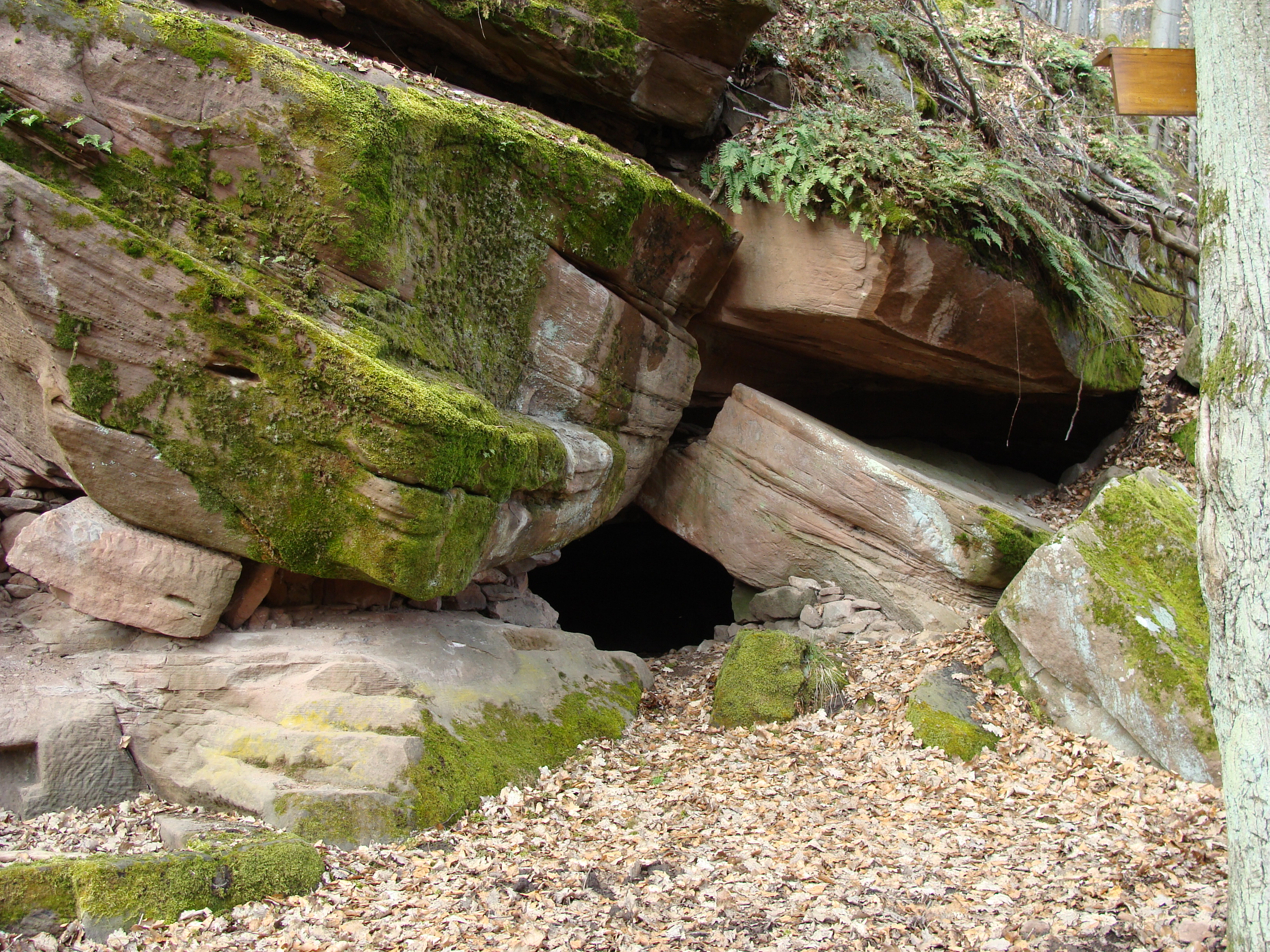
Eremitage

Am Berg finden sich die typischen Buntsandsteinformationen des Haardtgebirges. Auffällig ist jedoch die hohe Zahl von Höhlen, Hohlräumen und Felsspalten am Berg. Bemerkenswert sind die folgenden Objekte.
- Bruderhäuschen (auch Eremitage), eine etwa 19 m lange und 5 m breite Trümmerhöhle, die nach 1870 durch den Abbruch eines Felsdachs entstanden ist. Dieses war ursprünglich geräumiger und nach außen offen.
- Heidenloch, eine insgesamt 42 m lange Klufthöhle, die nur über einen 3 m tiefen Eingangsschacht erreicht werden kann. Sie besteht aus zwei Hallen und mehreren Seitengängen. Die durch einen Durchschlupf erreichbare Haupthalle ist etwa 15 m lang, 1 m breit und 4 m hoch. Eine zweite Halle kann durch einen weiteren Abstieg durch einen 6 m tiefen Schacht erreicht werden.
- Dampfloch, oberer Ausgang eines Kluftsystems. Durch jahreszeitliche Temperaturunterschiede zwischen der Außenluft und der Luft im Berginneren mit 9–10 °C können durch Wasserdampfkondensation bis zu 8 m hohe Dampfsäulen beobachtet werden. Das Phänomen tritt auch an anderen Bergöffnungen auf. So sind noch mindestens vier weitere Dampflöcher bekannt.

Alle Höhlen sind in keinerlei Weise touristisch erschlossen. Eine Begehung erfordert eine entsprechende Ausrüstung und Erfahrung.

## Geschichte
Auf dem Ostgipfel befinden sich Reste eines Ringwalles einer keltischen Befestigungsanlage. Die ovale Anlage mit etwa 400 Meter Länge und 130 Meter Breite beziehungsweise 4,4 Hektar Innenfläche wird einer frühhallstattzeitlichen von Kelten im Zeitraum von etwa 700–430 vor Christus bewohnten Höhenbefestigung zugeordnet. Die Anlage wurde spätestens Mitte des ersten Jahrhunderts  auf Grund der gallischen Feldzüge von Gaius Iulius Caesar und des Siedlungsdrucks germanischer Stämme aus dem rechtsrheinischen Gebiet aufgegeben. Archäologische Grabungen in den Jahren 1894 bis 1904 ergaben Funde, wie eiserne Stichwaffen, Herd- und Mahlsteine und Gefäßbruchstücke in Wohngruben mit Windschutzmauern. 
Eine Reaktivierung der Anlage erfolgte im Frühmittelalter wohl im Zusammenhang mit den Normannen- und Hunneneinfällen im neunten und zehnten Jahrhundert sowie später als Rückzugsort der Neustadter Bevölkerung in Kriegszeiten bis zum Dreißigjährigen Krieg. Reste finden sich hier in Form eines 50 Meter langen Vorwalls mit Toranlage im Sattel zwischen Ost- und Westgipfel. 
Auf dem Westgipfel befindet sich ein Grabhügelfeld mit etwa 20 Einzelgräbern auf etwa 350 Meter Länge, das in den Jahren 1898 bis 1907 archäologisch untersucht wurde. Die Funde in Form von Graburnen und Keramikbeigaben lassen einen Zusammenhang mit der benachbarten Höhenbefestigung auf dem Ostgipfel vermuten. Am Südosthang finden sich in einer Bruderhäuschen oder Eremitage genannten Trümmerhöhle Siedlungsspuren, die einer Nutzung als Wohnhöhle durch einen Einsiedler im 16. Jahrhundert zugeschrieben werden.

## Zugang und Wandern
Im Heidenbrunner sowie im Kaltenbrunner Tal verlaufen Fahrstraßen zu Wanderparkplätzen, an denen sich das Naturfreundehaus Heidenbrunnertal bzw. die Kaltenbrunner Hütte befinden. In einem kurzen Aufstieg kann von beiden Ausgangspunkten der Bergsattel Kleine Ebene erreicht werden. Von dort führt ein markierter  Wanderpfad über beide Gipfel des Berges. Der Aufstieg kann vom Osten auch aus dem Speyerbachtal vom Neustädter Ortsteil Schöntal aus erfolgen. Weitere markierte Wanderwege des Pfälzerwaldvereins verlaufen um den Berg.